# Hermoso Campo

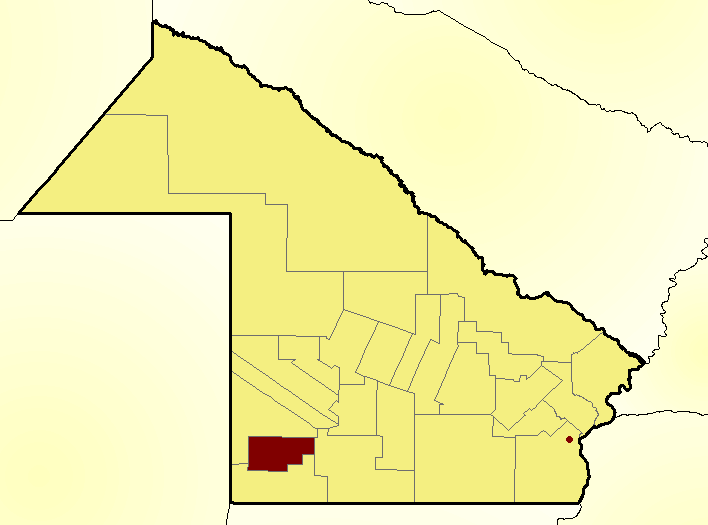
Chaco - Argentina

Hermoso Campo é uma cidade da Argentina, localizada na província de Chaco.